# 100 Proof (album)
100 Proof è il terzo album in studio della cantante statunitense Kellie Pickler, pubblicato nel 2012.

## Tracce
1. Where's Tammy Wynette – 2:42
2. Unlock That Honky Tonk – 3:38
3. Stop Cheatin' on Me – 2:48
4. Long as I Never See You Again – 3:44
5. Tough – 2:49
6. Turn On the Radio and Dance – 3:13
7. Mother's Day – 3:41
8. Rockaway (The Rockin' Chair Song) – 3:04
9. Little House On the Highway – 3:13
10. 100 Proof – 3:46
11. The Letter (To Daddy) – 2:06